# Santa Rosa de Yaranche
Santa Rosa de Yaranche es un caserío peruano ubicado en el distrito de Tambogrande, perteneciente a la provincia y departamento de Piura, al norte del Perú. 

## Ubicación
Santa Rosa de Yaranche se ubica al noreste de la provincia de Piura, en el distrito de Tambogrande, en el departamento de Piura.

## Demografía
En 2017 Santa Rosa de Yaranche tenía una población de 449 habitantes.
| Gráfica de evolución demográfica de Santa Rosa de Yaranche entre 1993 y 2017 |
|                                                                              |
| Fuentes: Población 1993 y 2017                                               |